# ルクス (装甲車)
ルクス（Luchs）は、西ドイツで開発され、ドイツ陸軍で使用されていた八輪駆動・操舵の偵察を主目的とした装輪装甲車である。なお、「ルクス」とは、ドイツ語でオオヤマネコ（リンクス）を意味する。

## 開発と特徴
ルクスの開発は1964年から開始された。当時、西ドイツ陸軍は偵察に用いる装甲車として、第二次世界大戦で使用されたSd Kfz 231やSd Kfz 234の様な装甲車を求め、各社に要求書を出した。これに答えた各社は、共同で研究を開始したが、ダイムラー・ベンツだけは独自に開発を進め、最終的にダイムラー・ベンツの開発した車両が採用された。
この車両は八輪駆動で、八輪全てで操舵が行える上、独立懸架を採用し全輪に油圧ショックアブソーバーを装備する事により、路上・路外を問わず安定した走行が可能となっている。更に、素早く後退する事を考慮し操縦席が前方だけではなく後方向きにも設けられ、後方側の操縦席には無線手が座り、緊急時には方向転換せず後ろを向いたまま後退する事ができる。走行時に周囲へ発する騒音が抑えられ、特に野外での静粛性に優れている。その他にも、車体後部にスクリューを2基装備し、水上でも浮航してある程度の活動が行える様になっており、高い機動力を持つ装甲車となっている。
車体は、当時の西ドイツの仮想敵国であったワルシャワ条約機構軍が広く使用していたBTR-60やBRDM-2などが装備する14.5mm KPVT重機関銃に耐えられる様に避弾経始が考慮され、車体全体に傾斜が付けられており、車体前面は20mm砲弾の直撃にも耐えられる装甲厚となっている。
武装は、MK.20 Rh202 20mm機関砲を装備し、対地は勿論、対空射撃も可能となっている。また、車体全体にNBC防護能力が付与されている。
こうして開発されたルクスは、1968年から試験が行われ、装甲偵察車2型（Sp.Pz.2）として採用の後、1975年から配備が開始された。以後、1978年の生産終了まで408両が生産された。

## 比較
|              | BRDM-2               | ルクス                   | VEC                     | 87式偵察警戒車         |
| ------------ | -------------------- | ------------------------ | ----------------------- | ---------------------- |
| 画像         |                      |                          |                         |                        |
| 全長         | 5.75 m               | 7.74 m                   | 6.2 m                   | 5.99 m                 |
| 全幅         | 2.35 m               | 2.98 m                   | 2.5 m                   | 2.48 m                 |
| 全高         | 2.31 m               | 2.84 m                   | 2.51 m                  | 2.80 m                 |
| 重量         | 7.7 t                | 19.5 t                   | 13.75 t                 | 15.0 t                 |
| 最高速度     | 100 km/h             | 90 km/h                  | 99 km/h                 | 100 km/h               |
| 水上浮航能力 | 〇                   | 〇                       | 〇                      | ×                      |
| 乗員数       | 4名                  | 4名                      | 5名                     | 5名                    |
| 主武装       | KPV 14.5mm重機関銃×1 | MK 20 Rh202 20mm機関砲×1 | M242 25mmチェーンガン×1 | KBA-B02 25mm機関砲×1   |
| 副武装       | PKT 7.62mm機関銃×1   | MG3 7.62mm機関銃×1       | MG3 7.62mm機関銃×1      | 74式車載7.62mm機関銃×1 |

## 配備と運用
ルクスは非常に高性能な装甲車であったが、この種の装甲車としては高価過ぎ、各国に売り込みを図ったが、高価格がネックとなり輸出面では成功できなかった。
ルクスは1982年から熱映像式夜間視察装置を装備する改修を受け、これを装備した車両は砲塔左側に装備していた赤外線投光機が外されており、アップデートされたルクスはルクスA2と呼ばれている。
ルクスはドイツ再統一後も運用が継続され、偵察任務に特化した新型のフェネック偵察車と併用されていたが、2009年に退役となった。

## 登場作品

### ゲーム
『WarRock』
装甲車として登場。水上も走れる。
『凱歌の号砲 エアランドフォース』
日本を占拠したドイツ軍の車両として登場。プレイヤーも購入して使用できる

### アニメ映画
『FUTURE WAR 198X年』
ドイツ空軍の基地の警護任務としてDKWムンガ軽軍用車とマギルス・ドゥーツ6500輸送トラックと共に登場する。